# Алканали
Алканалите са наситени мастни алдехиди, с обобщена формула (CnH2n+1CHO) и съдържащи алдехидна функционална група O=C–H в края веригата.

## Хомоложен ред
- HCHO – Метанал или Формалдехид
- CH3CHO – Етанал или Ацеталдехид
- CH3CH2CHO или (C2H5CHO) – Пропанал
- CH3CH2CH2CHO или (C3H7CHO) – Бутанал
- CH3CH2CH2CH2CHO или (C4H9CHO) – Пентанал
- CH3CH2CH2CH2CH2CHO или (C5H11CHO) – Хексанал и т.н.

## Свойства
При нормални условия само метаналът е газ. Етаналът и другите низши алканали са безцветни течности със специфична, остра миризма. Висшите алканали са твърди вещества. Във вода се разтварят само първите пет члена от хомоложния ред.

## Получаване
- Промишлено – чрез окисляване на въглеводороди (при повишена температура):
 C2H6 + O2 = CH3CHO + H2O
- Лабораторно – чрез окисляване на по-низш алканол или чрез дехидриране на по-висш алканол.